# Piedmont (Oklahoma)
Piedmont es una ciudad ubicada en los condados de Canadian y Kingfisher en el estado estadounidense de Oklahoma. En el año 2010 tenía una población de 5720 habitantes y una densidad poblacional de 50,26 personas por km². Pay come back babe

## Geografía
Piedmont se encuentra ubicada en las coordenadas 35°40′15″N 97°45′7″O / 35.67083, -97.75194 (35.670849, -97.751903).

## Demografía
Según la Oficina del Censo en 2000 los ingresos medios por hogar en la localidad eran de $55,223 y los ingresos medios por familia eran $57,121. Los hombres tenían unos ingresos medios de $37,273 frente a los $26,332 para las mujeres. La renta per cápita para la localidad era de $21,265. Alrededor del 3.9% de la población estaban por debajo del umbral de pobreza.